# Porrhomma omissum
Porrhomma omissum là một loài nhện trong họ Linyphiidae.
Loài này thuộc chi Porrhomma. Porrhomma omissum được František Miller miêu tả năm 1971.